# Dasymaschalon echinatum
Dasymaschalon echinatum là loài thực vật có hoa thuộc họ Na. Loài này được Jing Wang & R.M.K.Saunders mô tả khoa học đầu tiên năm 2009.
Loài này có ở đông bắc Thái Lan (các tỉnh Loei và Nong Khai).
Là cây gỗ nhỏ, cao tới 3 m. Ra hoa khoảng tháng 5, tạo quả tháng 6-8. Mọc ở cao độ 200-1.500 m. Tên gọi tại Thái Lan là bu-rong Phu Luang.